# Kwányip
Kwányip, también llamado Kuanip es uno de los principales howenh o antepasados de la mitología selknam. Se le considera el dios instaurador de la muerte tal y como la conocemos. 

## Mitología

### Familia
Kwányip es el hijo incestuoso de Ha'is y su hija Akelkwóin. Tenía un hermano mayor, Aukmenk, padre de los hermanos Sasán. Se sabe que se casó con las hermanas Okricen y Okelta.

### Distribución del día y la noche
Al inicio de la era de los howenh, el día duraba mucho más que la noche, debido al poder del antiguo howenh del sol, padre de Kren. Debido a esto, sólo oscurecía por un tiempo muy breve, y la gente no podía tener intimidad. Kwányip decidió entonces distribuir el día y la noche de manera equitativa, haciendo que la oscuridad durara cada vez más.

### Combate contra Chashkel
Una hazaña por la cual Kwányip es recordado es su combate contra el gigante antropófago Chashkel. Según cuenta el mito, Chashkel secuestró a los hermanos Sasán, sobrinos de Kwányip, y los mantuvo como esclavos en su choza, donde les obligaba a destripar y limpiar las entrañas de los cadáveres humanos que llevaba. Kwányip, al enterarse, se dirigió a la choza de Chashkel para rescatar a sus sobrinos. Aprovechando un descuido de Chashkel, los hermanos Sasán huyeron de la choza del gigante hacia un escondite señalado por Kwányip. Chashkel, al darse cuenta de la desaparición de los hermanos, fue tras ellos. Kwányip le tendió una trampa, atrapándolo en un lodazal y posteriormente congelándolo. Chashkel quedó fatigado al escapar de la trampa y luego Kwányip aprovechó la oportunidad para fracturar su columna. Los hermanos Sasán salieron de su escondite y, cada uno con una honda, dispararon a los ojos del gigante, de los cuales, una vez destruidos, nacieron moscas, una llamada Zi-i-i y otra llamada Doi-Doi.

### Instauración de la muerte verdadera
Durante la era de los howenh no existía la muerte propiamente tal; de hecho, los antepasados mitológicos eran inmortales. Sin embargo, Aukmenk, hermano mayor de Kwányip, cansado de vivir, le pidió a este que utilizara su poder para poder no poder despertar nunca más. Desde aquel instante, ya nadie pudo despertar nuevamente luego de morir. Otra versión del mito relata que Aukmenk entró en un estado de muerte temporal, tal como sucedía con los howenh. Luego de unos días, Aukmenk comenzó a moverse, sin embargo, Kwányip hizo todo lo posible para que su hermano no reviviera.
Esta intervención de Kwányip en el orden establecido por Kenos marca el fin de la era mitológica y el inicio de la era de los mortales.

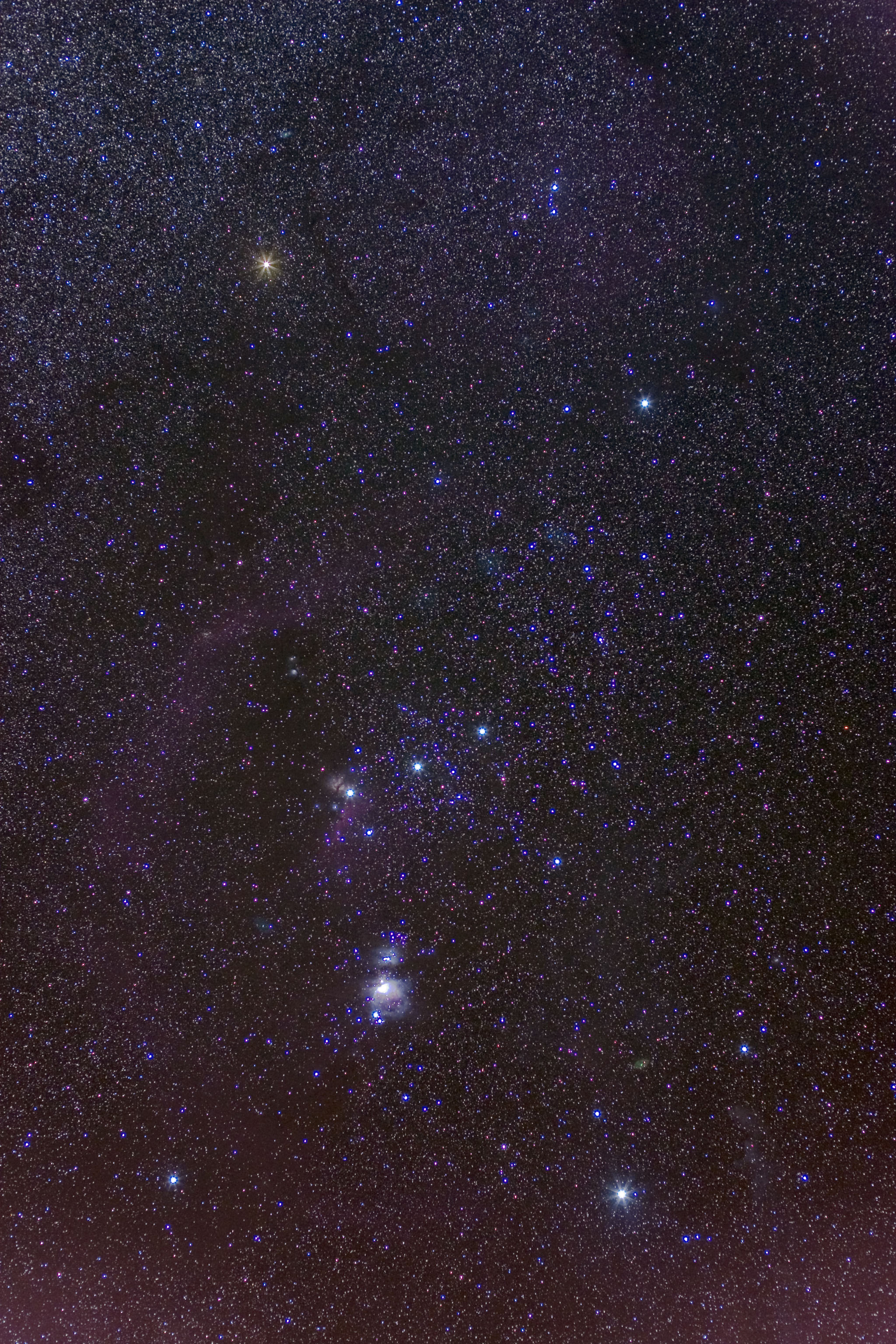
Constelación de Orión. En la esquina superior izquierda, la estrella Betelgeuse

### Una estrella en el firmamento
Luego de la instauración de la muerte verdadera, Kwányip y su familia se transformaron en estrellas y ascendieron al cielo, formando la constelación de Orión, siendo él mismo la estrella más brillante, Betelgeuse. Otra versión del mito señala que Kwányip y su familia habrían dado origen a la estrella polar y la constelación de la Cruz del Sur, respectivamente.
Sin embargo Lucas Bridges, en su libro "El último confín del mundo" también describe el mito y determina que Kuanip es la estrella Antares en la constelación de Escorpio. Fabio Seleme en un breve ensayo titulado "La luz, Kuanip y el tiempo" ha tematizado ésta y otras cuestiones en torno al héroe cultural Selknam, determinando como más adecuada la versión de Bridges. 